# پیک تی‌وی
 پیک تی‌وی  (به انگلیسی: Pick TV) یک شبکه تلویزیونی متعلق به گروه اسکای بریتانیا است. 
این شبکه در سال ۲۰۰۵ میلادی تأسیس شده‌است و برنامه‌های مختلفی مانند سریال و مجموعه‌های مختلف را پخش می‌کند.